# Sandahl Bergman
Sandahl Bergman (Kansas City, 14 de noviembre de 1951) es una bailarina y actriz estadounidense, ganadora del Globo de Oro y conocida por interpretar a Valeria en Conan el bárbaro (1982).

## Biografía

### Danza
Tras pasar la infancia y adolescencia en Kansas, en los años 70 Sandhal se mudó a Nueva York y comenzó a bailar en algunos musicales de Broadway. Rubia, cuerpo perfecto y 1,78 m, llamó la atención del director y coreógrafo Bob Fosse, que la contrató como bailarina reserva del musical Pippin, dirigido por él. Tuvo algunos papeles en otros musicales, hasta formar parte del cuerpo de actores/bailarines de A Chorus Line, entonces el gran fenómeno de crítica y público de Broadway, como "Judy", después de que varios de los actores y bailarines originales dejaron el show en 1977.
Fue nuevamente promovida por Fosse en el aclamado musical Dancin, de 1978, que contó con varios de los principales bailarines de Broadway en la época.

### Cine
Su debut en las pantallas aconteció con un pequeño papel en una película para televisión, inmediatamente seguido por otro, de mayor visibilidad, en la película-musical All That Jazz, también dirigido por Fosse, éxito de público y crítica y vencedor de Palma de Oro del Festival de Cannes. También participó de la película Xanadu, de 1980, con Olivia Newton-John.
Sandhal se hizo conocida internacionalmente en 1982, al protagonizar, al lado de Arnold Schwarzenegger la película Conan, el Bárbaro, papel por el que acabó recibiendo el Globo de Oro de Actriz Revelación. Como no había ninguna doble disponible con sus características físicas, ella aprendió a hacer sola todas escenas de riesgo que necesitaban un doble. Tres años después, volvió a participar de otra película de la misma temática que Conan, pero sin tener relación con Conan, Red Sonja, en la que optó por interpretar a la villana Gedren en vez de a la heroína para la que había sido contactada.
Después de las películas de Conan, Sandhal actuó en pequeños papeles en diversas películas y series de televisión. Se casó por primera vez a los 45 años, en 1996. Su última película, en un papel de bailarina, la hizo a los 52 años, fue realizado en 2003, The Singing Detective, con Adrien Brody y Mel Gibson.

## Carrera

### Filmografía parcial
- All That Jazz: 1979
- Xanadu: 1980
- Conan el bárbaro: 1982
- She : 1982
- Airplane II: The sequel.
- Red Sonja: 1985
- Retaliator, programada para matar: 1987
- The Singing Detective: 2003

#### Premios
Globo de Oro
- Nueva Estrella Femenina: Conan el bárbaro - 1983

Saturn Awards
- Mejor actriz: Conan el bárbaro - 1983